# Melchici

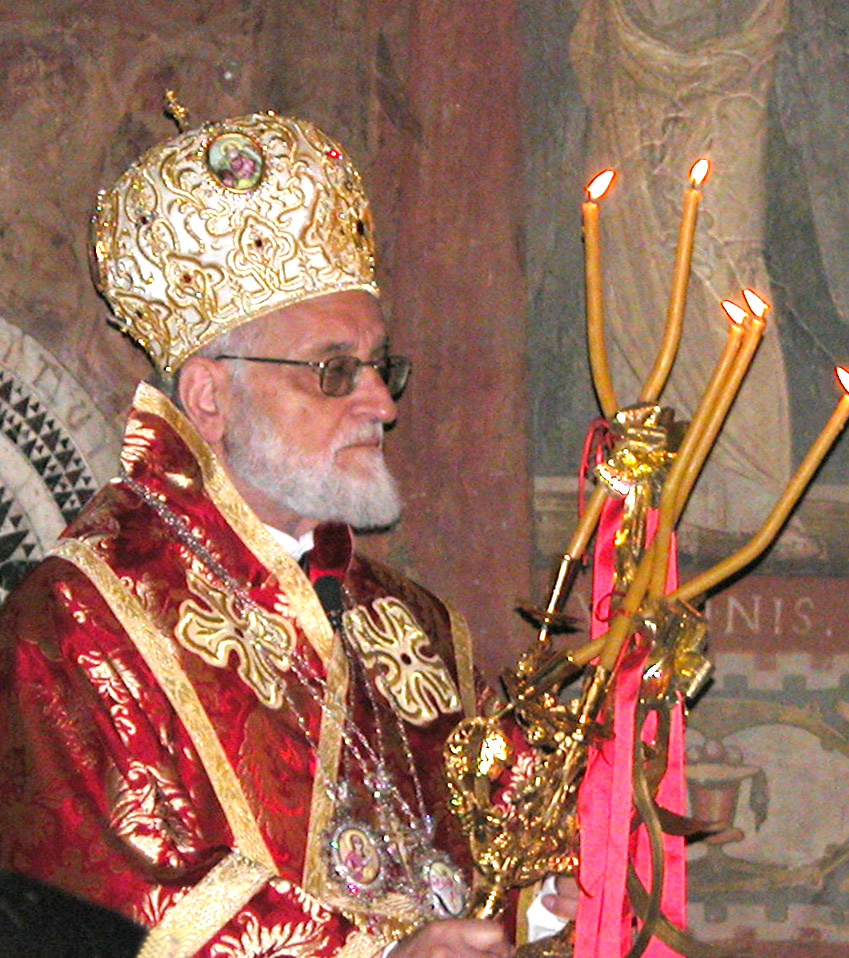
Patriarcha melchicki Grzegorz III w trakcie celebracji liturgicznej w 2008 r.

Melchici (także „melkici”; od aram. malka, hebr. melech, arab. ملك malik – „król”) – określenie grupy wiernych dwóch Kościołów wschodnich. Jednoznaczne określenie nie jest możliwe, ponieważ zależy to od kontekstu. Nazwa „melchici” miała bowiem w dziejach dwa całkowicie odmienne znaczenia.
Pierwotnie, do czasów wielkiej schizmy wschodniej, mianem melchitów – „ludzi króla” – określano wiernych patriarchatów Aleksandrii, Antiochii i Jerozolimy, którzy przyjęli nauki soboru chalcedońskiego (451) – w odróżnieniu od tych, którzy poparli herezję monofizytyzmu.
Po wielkiej schizmie wschodniej, czyli rozłamie kościoła powszechnego na zachodni – katolicki i wschodni – prawosławny, dotychczasowi melchici zaczęli sami się określać i być określani jako „prawosławni” (gr. orthodoxos – dosłownie „prawowierni”). Stworzyli oni na terenach trzech wyżej wymienionych patriarchatów cerkiew prawosławną. W jej ramach co najmniej do połowy XVII wieku zachowali jednak język i liturgię syryjską, arabizując się dość późno. Wpływy syryjskie w liturgii i życiu kościelnym są nadal bardzo mocne.
Na początku XVIII wieku, po powrocie części z nich do unii z Rzymem i zapewne pod jego wpływem, mianem melchitów zaczęto określać także wiernych Kościoła melchicko-katolickiego – unickiego katolickiego Kościoła obrządku bizantyjskiego, czyli, dosłownie rzecz ujmując, grekokatolików. Jednak nie wszystkich – nazwą tą obejmuje się tylko katolików obrządku greckiego zamieszkałych (pierwotnie) na terenach trzech wyżej wymienionych patriarchatów, a więc w Azji i w Afryce. Nie obejmuje się nią natomiast grekokatolików europejskich – ani tych, którzy nigdy nie utracili łączności z Rzymem (tu zwłaszcza wspólnoty italogreckie w Italii), ani nawróconych na katolicyzm wiernych poszczególnych cerkwi prawosławnych.
W piśmiennictwie historyczno-kościelnym zdarza się określanie mianem melchitów wszystkich wiernych Kościołów chalcedońskich na Wschodzie, z podziałem ich na „melchitów prawosławnych” (arab. الروم الأرثوذكس – rum orthodox) i „melchitów katolickich” (arab. الروم الكاثوليك – rum katholik). Jest to jednak nazewnictwo sztuczne, ponieważ wierni cerkwi prawosławnej – rzekomi „melchici prawosławni” – nigdy się w ten sposób sami nie określają ani nie są tak nazywani. Zawsze występują po prostu jako „prawosławni”. Miano „melchitów” jest współcześnie zarezerwowane tylko dla wiernych kościoła unickiego.